# 국기복색소선 및 사절복색자장요람
국기복색소선 및 사절복색자장요람(國忌服色素膳 및 四節服色資粧要覽)은 조선조 제24대 헌종 후궁인 경빈 김씨가 그녀가 거처하는 순화궁에서 궁체로 쓴 《국기복식소선(國忌服飾素膳)》과 《사절복식자장요람(四節服飾資粧要覽)》 두 권의 필첩이다. 일명 순화궁첩초라고도 한다. 1996년 9월 30일 서울특별시 유형문화재 제101호로 지정되었다.

## 개요
국기복식소선의 내용은 왕과 왕비의 기일인 국기에 비빈을 위시한 내시의 복색·머리모양·화장·노리개·반지 등의 수식의 복제에 관한 것이다. 
사절복식자장요람은 궁중 제일의 명절인 탄일과 정월·동지·망간의 문안예시의 복식을 설명한 것이다.
이들 자료는 하나의 첩갑 안에 두 책이 넣어져 있다. 두 책의 표지는 녹색 운문단과 구한말 향직원에서 짠 남색 용무늬의 향직단으로 쌌으며, 첩갑은 오색 색동 비단으로 싸여져 있다.

## 참고자료
- 국기복색소선 및 사절복색자장요람 - 국가유산청 국가유산포털

 본 문서에는 서울특별시에서 지식공유 프로젝트를 통해 퍼블릭 도메인으로 공개한 저작물을 기초로 작성된 내용이 포함되어 있습니다.